# Luciana Acosta
Luciana Acosta Cabezas (Tarija, Bolivia; 16 de diciembre de 1985) es una periodista, actriz y presentadora de televisión boliviana. Actualmente es presentadora la noticias en la Red UNO La Paz. Presentadora del canal Bolivisión

## Biografía
Luciana Acosta nació el 16 de diciembre de 1985 en la ciudad de Tarija. Luciana es hija de Mario Acosta e Isabel Cabezas. Comenzó sus estudios escolares en 1991, saliendo bachiller del Colegio La Salle el año 2002. Continuó con sus estudios superiores, ingresando a la Universidad Privada Domingo Savio (UPDS), graduándose como periodista de profesión.
Su ingreso a la televisión comenzó el año 2007, a sus 22 años de edad, cuando empezó trabajando en un canal de televisión regional de la ciudad de Tarija, convirtiéndose así, en sus primeros pasos dentro de la comunicación boliviana.

### Red PAT (2009-2012)
El año 2009, Luciana participa en un casting llevado a cabo por el canal Red PAT. Después de ser la ganadora del casting, Luciana es contratada como Conductora de televisión, siendo la Red PAT su primer canal televisivo, donde dio inicio a su periodismo en la ciudad de La Paz. El 8 de junio de 2012, Luciana dejó la Red PAT para viajar a Costa Rica a especializarse y a encontrarse con su esposo. Cabe mencionar que trabajó y vivió en Costa Rica por un lapso de tiempo de 5 años.

### Red UNO (2018-actualidad)
En 2017, Luciana decide retornar a Bolivia. Actualmente, desde el 14 de enero de 2018, Luciana Acosta trabaja como presentadora de televisión y noticias en la Red UNO de la ciudad de La Paz .
El 5 de noviembre de 2018, Luciana ingresó a conducir el programa matinal "El Mañanero" en reemplazo de la periodista María Delgado.

### Cine
Luciana Acosta ha ingresando también al cine boliviano, debutando como actriz a sus 23 años de edad en la película boliviana "Dia de Boda" del año 2008. 
Posteriormente, Luciana Acosta participó también en la película  "Historias de Vino, Singani y Alcoba" del año 2009 y luego en la película "La Huerta" del año 2013. Cabe mencionar, que todas estas películas fueron realizadas por el director de cine boliviano Rodrigo Ayala Bluske.
| Cine | Cine                                | Cine            | Cine                 |
| Año  | Película                            | Personaje       | Director             |
| ---- | ----------------------------------- | --------------- | -------------------- |
| 2008 | Día de Boda                         | Karina          | Rodrigo Ayala Bluske |
| 2009 | Historias de Vino, Singani y Alcoba | Karina          | Rodrigo Ayala Bluske |
| 2013 | La Huerta                           | Mirta Arancibia | Rodrigo Ayala Bluske |

### Televisión
| Televisión    | Televisión  | Televisión | Televisión               |
| Año           | Programa    | Canal      | Nota                     |
| ------------- | ----------- | ---------- | ------------------------ |
| 2009-2012     | Hola País   | Red PAT    | Conductora               |
| 2018-Presente | Notivisión  | Red UNO    | Presentadora de Noticias |
| 2018-Presente | El Mañanero | Red UNO    | Conductora               |